# Hanna Mangan-Lawrence
Hanna Mangan-Lawrence (Londres, Inglaterra, 5 de marzo de 1991) es una actriz australiana. Es principalmente conocida por haber interpretado a Holly Atherton en la serie Bed of Roses y a Seppia en Spartacus: Vengeance.

## Biografía
Hanna Mangan-Lawrence es hija de Maggie Mangan, una maestra, y de Ray Lawrence, también maestro, quienes están divorciados. Tiene una medio hermana llamada Rosene, dos medio hermanos, Liam y Reuben, y una hermanastra, Zoe.

## Carrera
En 2008 se unió al elenco principal de la serie Bed of Roses, donde interpretó a Holly Atherton.
En 2009 apareció como invitada en la serie Rescue Special Ops, donde dio vida a Tamsyn Taylor.
En 2012 se unió al elenco de la serie Spartacus: Vengeance, donde interpretó a Seppia, la hermana menor de Seppius (Tom Hobbs).
En 2014 apareció en la serie de crimen Old School, donde interpretó a Shannon, la nieta de Lennie Cahill (Bryan Brown), un excriminal que se une con un detective para resolver crímenes.
En 2016 se unió al elenco de la serie Containment, donde interpretó a Teresa Keaton, una joven embarazada que no logra huir de una zona en cuarentena a tiempo.
El 9 de mayo de 2017 se anunció que trabajaría en la película Sweetheart.

## Filmografía

### Televisión
| Año       | Título               | Personaje      | Notas                |
| --------- | -------------------- | -------------- | -------------------- |
| 2008-2011 | Bed of Roses         | Holly Atherton |                      |
| 2009      | Rescue Special Ops   | Tamsyn Taylor  | Episodio: "Deathbed" |
| 2014      | Old School           | Shannon Cahill | 8 episodios          |
| 2012      | Spartacus: Vengeance | Seppia         | 9 episodios          |
| 2016      | Containment          | Teresa Keaton  |                      |

### Cine
| Año  | Título                | Personaje | Notas        |
| ---- | --------------------- | --------- | ------------ |
| 2008 | The Square            | Lily      |              |
| 2008 | Acolytes              | Chasely   |              |
| 2008 | Sexy Thing            | Georgie   | Cortometraje |
| 2009 | Lucky Country         | Sarah     |              |
| 2011 | Golden Girl           | Wendy     | cortometraje |
| 2011 | X: Night of Vengeance | Sahy Ryan |              |
| 2012 | Thirst                | Kit       |              |
| 2014 | Beyond the Reach      | Laina     |              |
| 2014 | The Reckoning         | Rachel    |              |
| 2016 | Red Dog: True Blue    | Betty     |              |
| 2017 | Sweetheart            |           |              |

## Premios y nominaciones
| Año  | Premio         | Categoría                                                  | Trabajo nominado | Resultado |
| ---- | -------------- | ---------------------------------------------------------- | ---------------- | --------- |
| 2008 | AFI            | Mejor Actriz Dramática de Televisión Secundaria o Invitada | Bed of Roses     | Nominada  |
| 2009 | Graham Kennedy | Nuevo Talento Más Sobresaliente                            | Bed of Roses     | Nominada  |